# Parastenaropodites rigidus

Parastenaropodites rigidus  (лат.) — ископаемый вид насекомых из семейства Mesorthopteridae (отряд Grylloblattida). Пермский период (Караунгир-II, ярус Лек-Воркута, кунгурский ярус, Upper Syr'yaga, возраст находки 272—279 млн лет), Россия, Коми, Печорский бассейн (67.8° N, 64.1° E). Длина переднего крыла — 30,0 мм. Сестринские таксоны: Parastenaropodites aquilonius, P. stirps, P. circumhumatus, P. fluxa, P. intricatus, P. longiuscula, P. exossis, P. vyatica, P. panneus. Вид был впервые описан в 2005 году российским палеоэнтомологом Д. С. Аристовым (Палеонтологический институт РАН, Москва) по ископаемым отпечаткам.